# Carbovaris
A Carbovaris egy 2009-ben alakult budapesti pop-rock együttes volt. Zenei világát a brit gitárzene határozta meg. 2014-ben feloszlottak.

## Története
A zenekar 2009 őszén alakult három Budapest-belvárosi gimnázium tanulóiból, akiket elsősorban a kétezres évek indie hulláma ihletett meg. A következő év nyarán megnyerték a WAN2 tehetségkutatóját, így felléphettek a Sziget Fesztivál A38-WAN2 színpadán. Az első két év dalait a 13 számos „Milos” című nagylemezükön mutatták be, melyről a Road-hoz készült klipet az MTV Hungary is játszani kezdte.
A 2012 nyarán megjelent második hanghordozó, az „A Very Milos Holiday” hozta meg az igazi sikert, a „Sunrise” című dal az MR2 Petőfi Rádión gyakran volt hallható, az MTV és a VIVA televíziókon pedig látható. A kultikus Tilos az Á-ban forgatott „Don't Hurt My Cat” a VIVA Chart Show-n elért sikerekért jelölést kapott a VIVA Comet 2013. - Legjobb új előadó kategóriában. A „szénvarjak” új lemezük bemutatása során olyan zenekarokkal turnézták körbe az országot, mint a Supernem, Heaven Street Seven, 30Y vagy a Vad Fruttik.
A zenekar 2013-ban megjelentette Sand and Dust és Automatic/Pragmatic című új számukat. Előbbihez videóklip is készült, amit a zenei csatornák rendszeresen játszottak. A zenekar 2014-ben jelentkezett, és be is jutott a NagySzínPad versenyére, ahol olyan előadókkal versengtek a győzelemért, mint az Ivan & The Parazol, a Cloud 9+, és a Halott Pénz. 
A Carbovaris 2015. március 31-én Facebookra kikerült posztjában jelentette be, hogy felhagyott az új számok írásával, valamint hogy a zenekar három tagja (Balázs Soma, Nyitray Dániel és Lehoczky Zsombor) Törzs néven új zenei projektbe kezdett. Az új zenekarra a space rock, shoegaze és posztrock hatások jellemzőek.

## Tagok
- Balázs Soma - gitár
- Jamak Ármin - ének
- Lehoczky Zsombor - dob
- Nyitray Dániel - basszusgitár

## Diszkográfia
- Milos (2011)
- A Very Milos Holiday (2012)
- Sand and Dust & Automatic/Pragmatic (2013)